# Corymorpha nanhainesis
Corymorpha nanhainesis is een hydroïdpoliepensoort uit de familie van de Corymorphidae. De wetenschappelijke naam van de soort is voor het eerst geldig gepubliceerd in 2012 door Huang, Xu & Ling.